# Iguana
Iguana – rodzaj jaszczurek z rodziny legwanowatych (Iguanidae).

## Zasięg występowania
Rodzaj obejmuje gatunki występujące w Ameryce (Meksyk, Belize, Gwatemala, Salwador, Honduras, Nikaragua, Kostaryka, Panama, Anguilla, Saba, Saint-Barthélemy, Sint Eustatius, Montserrat, Gwadelupa, Dominika, Martynika, Saint Lucia, Saint Vincent i Grenadyny, Grenada, Aruba, Curaçao, Bonaire, Kolumbia, Trynidad i Tobago, Wenezuela, Gujana, Surinam, Gujana Francuska, Brazylia, Ekwador, Peru, Boliwia i Paragwaj).

## Systematyka

### Etymologia
- Iguana: hiszp. iguana „legwan”, od araw. yuana, igoana lub iwana „rodzaj dużej jaszczurki”[6].
- Hypsilophus: gr. ὑψι hupsi „wysoko, w górze”[7]; λοφος lophos „grzebień, czub”[8]. Typ nomenklatoryczny: Lacerta iguana Linnaeus, 1758.
- Prionodus: gr. πριων priōn, πριονος prionos „piła”[9]; οδους odous, οδοντος odontos „ząb”[10]. Typ nomenklatoryczny: Lacerta iguana Linnaeus, 1758.

### Podział systematyczny
Do rodzaju należą następujące gatunki: 
- Iguana delicatissima Laurenti, 1768 − legwan szlachetny
- Iguana iguana (Linnaeus, 1758) − legwan zielony